# デ・ステイル (アルバム)
『デ・ステイル』（De Stijl）は、アメリカ合衆国のロック・バンド、ザ・ホワイト・ストライプスが2000年に発表した2作目のスタジオ・アルバム。

## 背景
タイトルはオランダで起きた芸術運動デ・ステイルに由来しており、アルバムのアートワークやブックレットにはポール・オーヴェリー、ヘリット・リートフェルト、テオ・ファン・ドゥースブルフ、ジョルジュ・ヴァントンゲルロー、フィルモス・フサールの作品が使用されている。ジャック・ホワイトはティーンエイジャーの頃に家具店で働き、家具のデザインに興味を持つようになって、特にリートフェルトの作品に惹かれたという。
バンドは本作をリートフェルト及びブラインド・ウィリー・マクテル（収録曲「ユア・サザン・カン・イズ・マイン」の作者であるブルース・ミュージシャン）に捧げた。ジャックは2012年のインタビューにおいて「俺はあのアルバムを仕上げた頃、マクテルや偉大なカントリー・ブルースマン達は、デ・ステイルの芸術運動が定着したのと同じ1920年代に録音や演奏活動をしていたことに気付いた。どちらも同様に、物事を根源的要素まで解体していたのさ」と語っている。
「ジャンブル、ジャンブル」の冒頭には、カナダのラジオ番組の司会者だったドミニク・ペイエットと少女の会話がサンプリングされている。ペイエット自身は2007年にそのことを知り、2008年にはプライバシー侵害を理由としてバンドを告訴し、損害賠償及び本作の回収を要求した。

## 反響・評価
母国アメリカでは総合アルバム・チャートのBillboard 200に入らなかったが、2002年には『ビルボード』のインディペンデント・アルバム・チャートで38位を記録した。また、バンドのブレイク後の2004年にはフランスのアルバム・チャートで合計3週トップ200入りし、最高164位を記録。
Heather Pharesはオールミュージックにおいて5点満点中4.5点を付け「ガレージ・ロック・リヴァイヴァリストとしての評判とは裏腹に、ザ・ホワイト・ストライプスはオランダ語で"the style"を意味する『デ・ステイル』で、スタイルの幅広さを見事に示した」「芝居がかっていてピアノが押し出されたバラード"Apple Blossom"と、サン・ハウスのカヴァー"Death Letter"が、同じアルバムの中でうまく共存しているのも印象的」と評している。

## 収録曲
特記なき楽曲はザ・ホワイト・ストライプス作。
1. ユー・アー・プリティ・グッド・ルッキング "You're Pretty Good Looking (For a Girl)" – 1:49
2. ハロー・オペレーター "Hello Operator" – 2:36
3. リトル・バード "Little Bird" – 3:06
4. アップル・ブロッサム "Apple Blossom" – 2:13
5. アイム・バウンド・パック・イット・アップ "I'm Bound to Pack It Up" – 3:09
6. デス・レター "Death Letter" (Son House) – 4:30
7. シスター、ドゥー・ユー・ノウ・マイ・ネーム? "Sister, Do You Know My Name?" – 2:51
8. トゥルース・ダズント・メイク・ア・ノイズ "Truth Doesn't Make a Noise" – 3:14
9. ボーイズ・ベスト・フレンド "A Boy's Best Friend" – 4:22
10. レッツ・ビルド・ホーム "Let's Build a Home" – 1:58
11. ジャンブル、ジャンブル "Jumble, Jumble" – 1:53
12. ホワイ・キャント・ユー・ビー・ナイサー・トゥ・ミー? "Why Can't You Be Nicer to Me?" – 3:22
13. ユア・サザン・カン・イズ・マイン "Your Southern Can Is Mine" (Blind Willie McTell) – 2:29

## 参加ミュージシャン
- ジャック・ホワイト - ボーカル、ギター、ピアノ、ダブル・ベース
- メグ・ホワイト - ドラムス、タンブリン、シェイカー、フロア・タム

アディショナル・ミュージシャン
- John Szymanski - ハーモニカ(#2)
- Paul Henry Ossy - ヴァイオリン(#5)、エレクトリック・ヴァイオリン(#12)